# Gerardo García
Gerardo García León – noto solo come Gerardo – (Siviglia, 7 dicembre 1974) è un allenatore di calcio ed ex calciatore spagnolo, di ruolo difensore.
Ha tre fratelli calciatori: Eduardo, Moisés e Manuel Candelas.

## Carriera
Ha giocato dieci stagioni nella massima serie spagnola.
Con il Valencia ha perso la finale della UEFA Champions League 1999-2000 contro il Real Madrid.

## Palmarès

### Club

#### Competizioni internazionali
- Coppa Intertoto UEFA: 1

Málaga: 2002